# Lénárdfalva
Lénárdfalva falu Romániában, Máramaros megyében.

## Fekvése
Máramaros megyében, Nagybányától délkeletre, Zazár és Láposhidegkút között fekvő település.

## Története
A 'Lápos patak közelében fekvő kis falut még Károly Róbert király adta Nagybánya városának.
A 19. század közepéig  a település lakosainak a bányák és erdők művelésénél vették hasznát.
A 20. század elején nagyobb birtokosa már nem volt.
A trianoni békeszerződés előtt Lénárdfalva Szatmár vármegyéhez és a nagybányai járáshoz tartozott.

## Nevezetességek
- Görögkatolikus templom - 1831-ben kezdték el építeni s 1847-ben készült el.